# Кассіна-Вальсассіна
Кассіна-Вальсассіна (італ. Cassina Valsassina) — муніципалітет в Італії, у регіоні Ломбардія, провінція Лекко.
Кассіна-Вальсассіна розташована на відстані близько 510 км на північний захід від Рима, 60 км на північ від Мілана, 11 км на північний схід від Лекко.
Населення — 482 особи (2014).

## Демографія
Населення за роками:

Станом на 1 січня 2023 року в муніципалітеті офіційно проживало 14 іноземців з 9 країн, серед них 6 громадян країн Євросоюзу.

## Сусідні муніципалітети
- Барціо
- Кремено
- Моджо
- Мортероне